# World Olympic Gymnastics Academy
O World Olympic Gymnastics Academy, conhecido por WOGA, é um conjunto de ginásios de treinamento de ginástica artística, localizado em três cidades: Plano, Frisco e Dallas, todas no estado norte-americano do Texas.
Os dois fundadores do WOGA, são Valeri Liukin, medalhista de ouro nos Jogos Olímpicos de Seul, representante da extinta União Soviética, e seu amigo da época de competições, Yevgeny Marchenko.

## História
Desde de sua abertura em 1994, o WOGA obteve grandes êxitos na ginástica de elite norte-americana, treinando, ao menos, trinta ginastas representantes da equipe nacional.
No ano de 2003, as atletas conquistaram quatro medalhas de ouro no Campeonato Mundial de Anaheim, e três ouros em campeonatos nacionais. No ano seguinte, Carly Patterson, tornou-se a segunda ginasta norte-americana a conquistar a medalha de ouro no concurso geral em Olimpíadas e a primeira a conquistar o título em uma Olimpíada sem boicote, relembrando o outro de Mary Lou Retton em 1984, que não teve a participação soviética.
Em 2005, a filha de Valeri, Nastia Liukin, conquistou a medalha de ouro no campeonato nacional e a prata no Campeonato Mundial de Melbourne. No ano de 2006, a ginasta manteve seu título nacional na disputa geral. Nos Jogos de Pequim, Nastia terminou com a medalha de ouro no individual geral, tornando-se a terceira norte-americana a conquistar o título - segundo seguido da nação - e mais quatro medalhas: três de prata - equipes, barras e trave - e bronze no solo.

## Ginastas destacadas
- Carly Patterson - campeã olímpica no individual geral nos Jogos Olímpicos de Atenas.
- Hollie Vise - campeã mundial nas paralelas assimétricas no Campeonato Mundial de Anaheim.
- Ivana Hong - campeã mundial por equipes no Campeonato de Stuttgart e medalhista de bronze na trave do Campeonato de Londres.
- Nastia Liukin - campeã olímpica no individual geral nos Jogos Olímpicos de Pequim, bicampeã nacional no all around (2005 e 2006} e vice-campeã no Campeonato Mundial de Melbourne.
- Rebecca Bross - campeã júnior em 2007, no Campeonato Nacional e vice-campeã mundial do individual geral em Londres 2009.